# Los sirvientes de Bit-Yakin
Los sirvientes de Bit-Yakin (titulado originalmente en inglés The Servants of Bit-Yakin) es uno de los relatos originales que el autor estadounidense Robert E. Howard escribió para su personaje de espada y brujería Conan el Cimmerio. El relato fue publicado por primera vez en marzo de 1935 por la revista pulp Weird Tales, aunque con el título Jewels of Gwahlur (Las joyas de Gwahlur).

## Trama
Robert E. Howard ambientó el relato en el África hiboria. Los “Dientes de Gwahlur” son joyas legendarias, custodiadas en la ciudad abandonada de Alkmeenon, en el país de Keshan "que en sí mismo era considerado mítico por muchas naciones del norte y oeste".
Conan, a raíz de leyendas de este tesoro, ha viajado a Keshan y ofrecido sus servicios para entrenar y dirigir el ejército de Keshan contra su vecino, Punt. Sin embargo, Thutmekri, un pícaro estigio con intenciones similares, y su socio shemita, Zargheba, también llegan al país con una oferta de una alianza militar con otro de los vecinos de Punt, Zembabwei, con algunos de los Dientes para sellar su pacto. El sumo sacerdote de Keshan, Gorulga, anuncia que la decisión sobre el asunto solo puede hacerse después de consultar a Yelaya, el oráculo momificado de Alkmeenon. Este es todo lo que los cazatesoros requieren. Zargheba se une a Gorulga en su expedición mientras Conan viaja por delante de ellos.
En la ciudad abandonada la atmósfera inicial de lo sobrenatural da paso a la intriga sobre el oráculo. Zargheba ha traído con él una esclava corintia, Muriela, para que interprete el papel del oráculo y le diga a los sacerdotes que le entreguen todas las joyas a Thutmekri. Al principio Conan está asustado del oráculo viviente pero rápidamente descubre el ardid. Intriga y misterio sigue mientras la impostora y el cuerpo del verdadero oráculo se esfuman y reaparecen. Sin embargo, Gorulga es un inocente en esto, que realmente trata de consultar su oráculo.
Sin embargo, aparece una cuarta facción. Un viajero pelishtio, Bit-Yakin, había visitado el valle de la ciudad perdida en el pasado. Cuando el pueblo de Keshan visitó el lugar para adorar a Yelaya como una diosa, Bit-Yakin proporcionó profecías desde un escondite. Finalmente murió allí; sus siervos inmortales lo enterraron según sus instrucciones, y, se deshicieron del control de su amo, masacraron a todos los sacerdotes de Keshan que intentaron visitar la ciudad y consultar al oráculo después.
Los sirvientes Bit-Yakin, que resultan ser grandes criaturas simiescas, de pelaje gris, matan a los sobrevivientes de la fiesta de Gorga cuando tratan de reclamar las joyas. Conan logra hacerse con el cofre que contiene las joyas, pero se ve obligado a abandonarlo para salvar a Muriela. Se escapan juntos y Conan termina la historia esbozando un nuevo plan.

## Adaptaciones
En 1977 Roy Thomas y Dick Giordano adaptaron este relato a cómic con el título Jewels of Gwahlur, en el número 25 de la colección Savage Sword of Conan (La espada salvaje de Conan) de la editorial Marvel Comics. En 2008 Marvel reimprimió esta misma historieta en el volumen 3 de la reedición en rústica de Savage Sword of Conan. En 2005, en la editorial Dark Horse Comics, P. Craig Russell publicó su propia adaptación del relato bajo la forma de una miniserie en tres números, reunida en 2006 en un libro encuadernado en cartoné.
En castellano la historieta de Marvel Comics fue traducida y publicada por primera vez por la editorial española Ediciones Vértice, que la publicó con el título Las joyas de Gwahlur en el número 62 (junio de 1979) de la colección Relatos Salvajes. Comics Forum tradujo a su vez la historieta, de nuevo con el título Las joyas de Gwahlur, en el número 9 (diciembre de 1982) de la colección La espada salvaje de Conan. La versión de P. Craig Russell también fue traducida al castellano con el título Conan y las joyas de Gwahlur (Planeta DeAgostini, 2006).
En formato de audiolibro existe una versión narrada por Phil Chenevert y publicada en 2003 por LibriVox en el dominio público.